# Daria Dmitrieva
Daria Dmitrieva (Tolyatti, 9 de agosto de 1995) é uma handebolista profissional russa, campeã olímpica.

## Carreira
Daria Dmitrieva fez parte do elenco medalha de ouro na Rio 2016.
Foi eleita a melhor zagueira central do torneio olímpico de 2016.